# Jay Kenneth Johnson
Jay Kenneth Johnson (Springfield, 24 febbraio 1977) è un attore statunitense.
È famoso per aver interpretato Philip Kiriakis nella soap opera Il tempo della nostra vita.

## Biografia
Johnson nasce dai suoi genitori Ken e Janice Johnson il 24 febbraio 1977 a Springfield (Missouri). Ha due fratelli minori Jeff e Jenna. Nel 1995 si diploma alla Kickapoo High School per poi laurearsi in economia e teatro alla Missouri State University.

### Carriera
Si trasferisce a Los Angeles per intraprendere la carriera di attore. Inizia nel 1999 ad avere un ruolo minore nella soap opera Febbre d'amore interpretando il ruolo di Brendon. La svolta nella sua carriera arriva nello stesso anno quando entra nel cast principale della soap opera Il tempo della nostra vita nel ruolo di Philip Kiriakis restando fino al 2002 tornando nel ruolo dal 2007 al 2011 e dal 2020 al 2021. Nel 2003 interpreta Ethan Cox nel film per la tv intitolato Hotel mentre dal 2004 al 2005 interpreta Chris Remsen nella serie televisiva North Shore. Nel corso della sua carriera, Johnson appare come ospite in serie tv come The O.C., Miami 7, CSI: NY, Streghe, CSI: Miami, Scrubs - Medici ai primi ferri e Melissa & Joey.

## Filmografia

### Televisione
- Febbre d'amore - soap opera (1999)
- Il tempo della nostra vita - soap opera (1999-2021)
- Miami 7 - serie TV, 1 episodio (2000)
- Hotel - film TV (2003)
- The O.C. - serie TV, 1 episodio (2004)
- North Shore - serie TV (2004-2005)
- CSI: NY - serie TV, 1 episodio (2005)
- Streghe - serie TV, 1 episodio (2005)
- CSI: Miami – serie TV, 1 episodio (2006)
- Scrubs - Medici ai primi ferri – serie TV (2006-2009)
- Melissa & Joey – serie TV, 1 episodio (2011)

## Doppiatori italiani
Nelle versioni in italiano delle opere in cui ha recitato, Jay Kenneth Johnson è stato doppiato da:
- Alessio Cigliano in The O.C.
- Gianfranco Miranda in CSI: NY
- Davide Lepore in Streghe
- Oreste Baldini in CSI: Miami